# Prince ǃGaoseb
Prince ǃGaoseb (Omaruru, Namibia, 7 de julio de 1998) es un jugador de rugby namibio que se desempeña en la posición de ala para el Tel Aviv Heat de la Rugby Europe Super Cup y para la selección nacional de su país. Disputó la Copa del Mundo de Rugby en 2019 y 2023.

## Trayectoria
ǃGaoseb comenzó a jugar al rugby union desde niño, como una actividad escolar. En 2016 su equipo, la Windhoek Hoërskool, conquistó la Superliga Sub-19. Gracias a ello fue convocado para participar con la selección nacional juvenil namibia de la Craven Week en Sudáfrica. Allí fue observado por ojeadores de los Blue Bulls, quienes lo reclutaron a principios de 2017 para que se integrase a su academia de formación de jugadores.
Estuvo dos años en Sudáfrica hasta que regresó a su país y se unió a los Welwitschias para competir en el Rugby Challenge 2019.
En febrero de 2020 fue contratado por el Yorkshire Carnegie para jugar el remanente de la temporada 2019-20 del RFU Championship, pero sólo disputó 3 partidos antes de que el torneo fuese cancelado por el inicio de la pandemia de COVID-19.
En 2021 jugó en el campeonato namibio con el UNAM, hasta que en septiembre de ese año se incorporó al Tel Aviv Heat de la Rugby Europe Super Cup. En ese club asumiría el rol de líder, siendo nombrado capitán del equipo. 
Volvió a los Welwitschias para actuar en el Mzansi Challenge 2023.

## Selección nacional
Con la selección juvenil de rugby de Namibia ganó el Trophée Barthés 2017 y luego disputó el Trofeo Mundial de Rugby Juvenil 2017, donde su equipo finalizó en la cuarta posición. 
Jugó su primer cap para Namibia en noviembre de 2018, en un partido ante Rusia disputado en Krasnodar. 
Integró el plantel namibio que disputó la Copa Mundial de Rugby de 2019 y Copa Mundial de Rugby de 2023.